# Teresa (film)
Teresa (fr. Thérese) – francuski film religijny z 1986 roku. Tematem filmu jest biografia świętej Teresy z Lisieux.
Film otrzymał nagrodę Cezara za najlepszy film w 1987 roku.

## Obsada
- Catherine Mouchet – Teresa
- Nathalie Bernart – Aimes
- Mona Heftre – Marie
- Jean Pélégri – ojciec
- Armand Meppiel – papież
- Jean Pieuchot – biskup
- Aurore Prieto – Céline
- Sylvie Habault – Pauline
- Clémence Massart-Weit – siostra przełożona

## Wyróżnienia
| Rok wpisania | Watykańska lista 45 filmów                                                                                    |
| ------------ | --- |
| 1995         | Lista „ważnych i wartościowych filmów fabularnych” opracowana w Watykanie w 1995 roku z okazji 100-lecia kina |